# Атуа
Ату́а (Аку́а; букв. «сила», «власть») — боги (духи), почитаемые в традиционных верованиях гавайцев, маори и некоторых других полинезийских народов.
Представления об атуа близко связаны с понятием маны — сверхъестественной силы, носителями которой могут быть люди, животные, духи и отдельные предметы.
В настоящее время термином «атуа» именуется также Бог монотеистических религий.